# NGC 6597
NGC 6597 је елиптична галаксија у сазвежђу Змај која се налази на NGC листи објеката дубоког неба.
Деклинација објекта је + 61° 10' 52" а ректасцензија 18h 11m 13,4s. Привидна величина (магнитуда) објекта NGC 6597 износи 14,8 а фотографска магнитуда 15,8. NGC 6597 је још познат и под ознакама MCG 10-26-20, CGCG 301-18, NPM1G +61.0212, PGC 61520.